# John of Pattishall (Politiker)
John of Pattishall († 1290) war ein englischer Adliger und Politiker.

## Leben
John of Pattishall war der älteste Sohn von Simon of Pattishall und von dessen Frau Margery. Nach dem Tod seines Vaters 1274 erbte er den Großteil von dessen Besitzungen, die vor allem in Northamptonshire, aber auch in den angrenzenden Grafschaften und in Bedfordshire lagen. Im Juli 1290 wurde er als Knight of the Shire für Bedfordshire in das Parlament gewählt. Er starb jedoch bereits im gleichen Jahr. Sein Erbe wurde sein Sohn Simon, der schon 1295 starb. Daraufhin erbte Simons minderjähriger Sohn John die Besitzungen.